# 銀河伝説クルール
『銀河伝説クルール』（ぎんがでんせつクルール 原題：Krull）は、1983年制作のイギリス・アメリカ合衆国のSF・ファンタジー・アドベンチャー映画。ピーター・イェーツ監督。
『007シリーズ』で有名なロンドンのパインウッド・スタジオで撮影された。

## あらすじ
宇宙の遥かかなたにある平和な惑星クルールは、全宇宙の征服をたくらむ暗黒の帝王ビーストの侵略を受ける。
クルールの部族たちは、一致結束してビーストに立ち向かうことを誓う印として、コルウィン王子とリサ姫を結婚させることにするが、婚礼の最中にビーストの手下たちの襲撃を受け、リサ姫が連れ去られてしまう。
唯一人生き残ったコルウィン王子は長老イニアーの助言を受けて、リサ姫を奪還すべく、壮大な冒険の旅に出る。

## キャスト
| 役名             | 俳優                     | 日本語吹替 |
| ---------------- | ------------------------ | ---------- |
| コルウィン王子   | ケン・マーシャル         | 原康義     |
| リサ姫           | リセット・アンソニー     | 冨永みーな |
| イニアー         | フレディ・ジョーンズ     | 黒沢良     |
| クモの巣の未亡人 | フランチェスカ・アニス   | 弥永和子   |
| トーキル         | アラン・アームストロング | 田中信夫   |
| アーゴ           | デイヴィッド・バットリー | 青野武     |
| レル             | バーナード・ブレスロー   | 筈見純     |
| キーガン         | リーアム・ニーソン       |            |
| シーア           | ジョン・ウェルシュ       | 大塚周夫   |
| ラーン           | ロビー・コルトレーン     |            |

その他、銀河万丈、野島昭生、中村竜介、菊池正美、稲葉実、島香裕、秋元羊介、小室正幸
- 初回放送：1989年5月7日、テレビ朝日「日曜洋画劇場」